# Maiparade 1956
Maiparade 1956 ist ein Dokumentarfilm des DEFA-Studios für Wochenschau und Dokumentarfilme aus dem Jahr 1956. Er dokumentiert eine Militärparade aus Anlass des Ersten Mai.

## Handlung
Der Film zeigt die feierliche Übergabe der Truppenfahne durch den Minister für Nationale Verteidigung und späteren Armeegeneral Willi Stoph an die 1. Mechanisierte Division der neugegründeten Nationalen Volksarmee der DDR. Danach wird erstmals der Fahnenschwur gesprochen. Gäste der Zeremonie sind Arbeiter und Angehörige der Gesellschaft für Sport und Technik sowie der Kampfgruppen der Arbeiterklasse. Zum Abschluss marschiert die Division an der Ehrentribüne vorbei.
Mit dem Glockenschlag um 9:00 Uhr vom Roten Rathaus beginnt die Parade der Nationalen Volksarmee zum 1. Mai 1956 auf dem Marx-Engels-Platz in Berlin. In zwei offenen PKW Sachsenring P 240 fahren der Kommandierende der Parade, Generalmajor Heinz und der Minister für Nationale Verteidigung, Generaloberst Willi Stoph vor die Tribüne, die mit den Mitgliedern des Zentralkomitees der SED, dem Präsidenten der DDR Wilhelm Pieck, dem Ministerpräsidenten der DDR Otto Grotewohl, zahlreichen internationalen Gästen sowie verdienstvollen Arbeiterveteranen besetzt ist. Nach der Meldung des Kommandierenden begibt sich Willi Stoph ebenfalls auf die Tribüne, um die Parade abzunehmen. Diese beginnt mit dem Vorbeimarsch der verschiedenen Truppengattungen. Im Anschluss daran fahren verschiedene motorisierte Verbände zum Beispiel mit Motorrädern, Schützen-Panzerwagen und Mannschafts-Transportwagen an den jubelnden Zuschauern vorbei.
Zum Abschluss der Maidemonstration folgen noch Mitarbeiter aus den Betrieben und Junge Pioniere der Pionierorganisation Ernst Thälmann.

## Produktion
Der Film wurde auf Agfacolor gedreht. Die Musikbearbeitung kam von Kurt Grottke und der Sprecher war Gerry Wolff.

## Kritik
Einschätzung der Filmkontrolle des Staatlichen Komitees für Filmwesen: „Dieser Farbfilm ist ein Dokument der Souveränität der DDR. Er zeigt, daß Uniform nicht gleich Uniform ist, sondern die Menschen den Geist einer Armee ausmachen. Der Film wird mithelfen, die Menschen unserer Republik umzuerziehen im Geiste der Völkerfreundschaft und des nationalen Selbstbewußtseins. Obwohl der Film unter schlechten Bedingungen (Regen, schlechte Lichtverhältnisse usw.) aufgenommen wurde, ist er durch die sehr gute Arbeit aller Beteiligten zu einer guten optischen Aussage geworden.“